# Myopias crawleyi
Myopias crawleyi är en myrart som först beskrevs av Horace Donisthorpe 1941.  Myopias crawleyi ingår i släktet Myopias och familjen myror. Inga underarter finns listade i Catalogue of Life.